# Diphoterine
Diphoterine is een medisch product dat gebruikt wordt als eerste hulp bij aanraking met agressieve chemische stoffen. 

## Principe
Het betreft een hypertone, amfotere oplossing. Door zijn neutraliserende werking kan deze stof worden gebruikt voor decontaminatie van verschillende soorten chemicaliën, ongeacht de zuurtegraad: zuren, basen, oxidantia, reductantia, oplosmiddelen en chelatoren.
Door Diphoterine na de blootstelling aan een zuur of base op de getroffen zone (huid of ogen) overvloedig aan te brengen, bekomt men 2 resultaten:
1) de schadelijke stof wordt weggespoeld;
2) de neutraliserende werking van Diphoterine maakt de stof onschadelijk (pH-neutraal), waardoor ernstige gevolgen brandwonden vermeden worden.

## Effectiviteit en nevenwerking
De werkzaamheid is aangetoond in enkele studies met dierproeven en enkele klinische studies. Anderzijds is spoelen met water ook heel effectief. Ingeval men een kraan ter beschikking heeft, blijft de zekerste manier om overvloedig met water te spoelen om het even waar (ogen, huid, mond). De grootste risico's bij diphoterine situeren zich immers bij het uitstellen van spoelen omdat men bijvoorbeeld naar diphotherine zoekt en intussen nalaat om te spoelen of omdat men niet voldoende diphoterine heeft om een voldoende debiet te genereren. Om die reden is diphoterine omstreden en raden niet alle professionelen het product aan.